# Puengasí
Puengasí är ett berg i Ecuador.   Det ligger i provinsen Pichincha, i den centrala delen av landet, i huvudstaden Quito. Toppen på Puengasí är 3 100 meter över havet.
Terrängen runt Puengasí är varierad. Runt Puengasí är det tätbefolkat, med 591 invånare per kvadratkilometer. Närmaste större samhälle är Quito, 3,6 km nordväst om Puengasí. Runt Puengasí är det i huvudsak tätbebyggt.